# Czerwionka-Leszczyny

Stemă

Czerwionka-Leszczyny este un oraș în Polonia.